# Serguiev Possad
Serguiev Possad, (en russe : Сергиев Посад) est une ville de l'oblast de Moscou, en Russie, et le centre administratif du raïon Serguievo-Possadski. Sa population s'élevait à 98 251 habitants en 2024.

## Géographie
Serguiev Possad se trouve à 71 km au nord-est de Moscou.
La ville est accessible en train de banlieue (elektritchka) depuis Moscou (environ une heure trente minutes de trajet depuis la gare de Iaroslav)

## Histoire
La ville de Serguiev Possad (Zagorsk de 1930 à 1991) est surtout connue pour son monastère orthodoxe (laure de la Trinité-Saint-Serge et Cathédrale de la Trinité) , et, à ce titre, fait partie de l'Anneau d'or constitué de plusieurs villes princières, situées autour de la capitale russe et contenant des ensembles architecturaux superbes.
Le monastère est considéré comme le cœur de l'orthodoxie russe, car il a été fondé au XIVe siècle par saint Serge de Radonège, saint patron de la Russie. Au XVe siècle, l'endroit acquiert véritablement son statut de laure, puis au XVIe siècle Ivan le Terrible le dote d'un ensemble grandiose de bâtiments et d'églises.

## Patrimoine
Le musée national d'histoire et d'art a été créé en 1920 à partir d'une collection de grandes valeurs historique, artistique et religieuse issue de Laure de la Trinité-Saint-Serge. En 1992, le musée a été classé comme l'un des plus précieux du patrimoine culturel national de la Russie. 
La ville possède également un musée du jouet qui expose plusieurs milliers de pièces traditionnelles russes et étrangères.

## Population
Recensements (*) ou estimations de la population
| 1856   | 1897*  | 1926*  | 1939*  | 1959*  | 1970*  |
| ------ | ------ | ------ | ------ | ------ | ------ |
| 12 100 | 25 000 | 21 391 | 44 556 | 75 578 | 92 428 |

| 1979*   | 1989*   | 2002*   | 2010*   | 2012    | 2013    |
| ------- | ------- | ------- | ------- | ------- | ------- |
| 107 144 | 114 696 | 113 581 | 111 179 | 109 656 | 108 490 |

## Économie
Les principales entreprises de Serguiev Possad sont :
- ZLKZ ou ZAO Zagorski Lakokrasotchny Zavod (ЗАО Загорский лакокрасочный завод) : une importante fabrique de peinture fondée en 1955.
- EMZ Zvezda ou Elektromekhanitcheski Zavod Zvezda (Электомеханический завод Звезда) : usine fondée en 1941, spécialisée dans la conception et la fabrication de systèmes informatiques pour la défense.

## Jumelages
- Etchmiadzin (Arménie)
- Fulda (Allemagne)
- Gniezno (Pologne)
- Nouvel Athos (République d'Abkhazie)
- Rueil-Malmaison (France)
- Saldus (Lettonie)
- Sremski Karlovci (Serbie)